# Михаил Захариев
Михаил Илиев Захариев е български офицер, генерал-майор.

## Биография
Захариев е роден на 2 октомври 1889 година в кюстендилското село Киселица. През 1913 година завършва Военното училище в София.
През Първата световна война е комендантски адютант в Струмица, а впоследствие е командир на 9-та рота от 13-и пехотен рилски полк. През 1917 г. със заповед № 679 по действащата армия е награден с военен орден „За Храброст“ IV ст. I кл и Народен орден „За военна заслуга“ V ст със заповед № 355 от 1921 г. по Министерството на войната.
Служи в 7-и пограничен участък, 14-а пехотна дружина, от 1923 г. е на служба в 7-а пехотна дружина, а от 1924 г. служи като домакин в 8-а пехотна дружина. През 1927 г. е назначен за домакин на 6-и пехотен полк, от 1928 г. е началник на Кърджалийското военно окръжие, а от 1929 г. е на служба в 4-ти пограничен сектор. През 1931 г. е назначен на служба в 2-ри пограничен полк, а през 1934 г. е назначен за и.д. командир на 2-ри пехотен искърски полк и като такъв през 1935 г. е награден с орден „Св. Александър“ IV степен. През 1935 г. е уволнен с Царска заповед № 58 за антимонархическа дейност.
На 14 септември 1944 г. е повишен в чин генерал-майор и назначен за командир на девета пехотна плевенска дивизия.
От 1944 до 1945 г. е командир на шеста пехотна бдинска дивизия. От януари 1945 е инспектор в кабинета на министъра на войната (офицер за поръчки). На 20 юни 1945 г. е уволнен по собствено желание с Царска заповед № 96. Награждаван е с орден „За храброст“, III степен, 2 и 1 клас, орден „Св. Александър“, III степен, м.с..

## Военни звания
- Подпоручик (1913)
- Поручик (2 август 1915)
- Капитан (18 октомври 1917)
- Майор (6 май 1924)
- Подполковник (6 май 1928)
- Полковник (5 май 1935)
- Генерал-майор (14 септември 1944)